# Amsoniasläktet
Amsoniasläktet (Amsonia) är ett släkte i familjen oleanderväxter med cirka 20 arter från sydöstra Asien och Nordamerika. Några arter odlas som trädgårdsväxter i Sverige.

## Användning
Odlas som prydnadsväxt i soliga lägen. Uppskattad för sina blommor, men också för egenskapen att stjälkarna växer vidare efter blomningen och ger en frisk grönska ända tills hösten. Vissa arter har dessutom vackra höstfärger.